# Cameles
Cameles ([kə'meləs], en francès Camélas) és un poble, cap de la comuna del mateix nom, de 428 habitants, de la comarca del Rosselló, a la Catalunya del Nord, que inclou el nucli epònim i els vilatges de Polig i Vallcrosa.

## Etimologia
Segons Joan Coromines el topònim Cameles prové de Camēlas, plural de Camēl(l)us, camell. Es tractaria d'un ús metafòric, a partir del fet que la serra darrere del poble de Cameles, la de Sant Martí de la Roca, que té dues moles seguides, com si fossin els geps d'un camell.

## Geografia

Situació de la comuna de Cameles en el Rosselló

### Localització i característiques generals del terme
El terme comunal de Cameles, de 127.200 hectàrees d'extensió, és situat a l'extrem nord de la subcomarca dels Aspres, en una zona de relleu muntanyós i trencat, cobert de boscs i de garrigues, llevat de l'extrem nord, que ja és dins de la subcomarca del Riberal de la Tet. És un terme allargassat i esbiaixat de sud-oest a nord-est, que té els seus punts més elevats al sud-oest, en el cor dels Aspres i els més planers al nord-est, al Riberal. De fet, tot el sector nord-est del terme de Cameles -aproximadament una cinquena part- pertany al Riberal.
A més del poble de Cameles, el seu terme comunal comprèn els pobles de Polig i de Vallcrosa. El terme és drenat per la riera de Castellnou, termenal amb aquest municipi, i la riera de les Illes, termenal amb el de Queixàs, i és accidentat per la muntanya de Sant Martí (522 m alt), on hi ha l'ermita de Sant Martí de la Roca.
El terme de Cameles és en part està delimitat de forma arbitrària, seguint les antigues propietats rurals, però en bastants trams hi ha accidents geogràfics que en marquen la divisòria. És el cas de l'extrem nord de la comuna, on el límit amb Sant Feliu d'Amunt, des de ran del Mas Planell fins a 850 metres al sud-est és marcat pel Rec de Perpinyà. Tot seguit, se'n separa cap al sud-oest, segueix pocs metres el Còrrec de Montou, fins que arriba a la Carretera de Millars (D612); la carretera fa de termenal a penes 650 metres, i se'n separa per anar cap al nord-est, on segueix un termenal arbitrari adaptat a les possessions agrícoles, fins que arriba al Rec o Ribera de Castellnou. Aquest curs d'aigua és el punt on es troben Cameles, Sant Feliu d'Amunt i Castellnou dels Aspres, a 113,9 m alt, punt de menys altitud del terme.
A partir d'aquest punt, a l'extrem nord-est del terme de Cameles, el Rec o Ribera de Castellnou fa de termenal oriental de la comuna fins a la zona dels Clots, ja al sud-est del terme de Cameles, al sud del Mas d'en Fèlix. Quan abandona la llera del riu, s'enfila cap al sud-oest, puja a la Serra del Còrrec, segueix un breu tram del Còrrec d'en Martí, torna a pujar a la branca de migdia de la mateix serra, i davalla cap al sud-est, passant a l'est del Mas d'en Julià, i baixa fins al Còrrec de la Font de París, que segueix aigües amunt, cap a ponent, uns 250 metres, i se'n torna a apartar cap al sud-oest, en línia recta, fins a un piló termenal, es desvia una mica més cap al sud fins a un altre piló (tot aquest tram sense seguit cap accident geogràfic), i continua cap al sud-oest fins que troba el Camí de Fontcoberta, o Camí Vell de la Muntanya (ara, carretera D48). En aquesta carretera s'assoleix la màxima elevació del terme de Cameles, a 420 m alt. Aquest camí, sinuós, defineix tot el límit meridional de la comuna de Cameles, sempre termenal amb Castellnou dels Aspres, fins, en el seu extrem sud-oest, troba el triterme d'aquestes dues comunes amb la de Queixàs.
El termenal sud-oest, amb Queixàs és definit íntegrament pel curs del Còrrec de les Burgueres i després de la Ribera de Sant Julià, continuïtat del còrrec esmentat, fins a un nou tritermenal, ara entre Cameles, Queixàs i Corbera. Des d'aquest indret, el límit de la comuna de Cameles s'adreça cap al nord-est seguint la carena de la Serra de la Solana d'en Tuixagues fins al Roc d'en Ferrer, després la Serra de Cantallop, que enllaça amb el Serrat del Poll, on hi ha el termenal de Cameles, Corbera i Corbera la Cabana. Tot seguit va a cercar la Muntanya de la Caixeta, on hi havia el Dolmen del Còrrec de Montou, ara destruït, gira cap al nord-oest pel Serrat de Montou, fins al Montou, pràcticament al damunt de la Cova de Montou, on gira cap al nord-est, passa pel lloc on es troba actualment el dolmen de la Caixeta, i davalla pel coster nord-est de la muntanya cap a la carretera D615, la Ruta de Corbera, just després de travessar el Rec de Tuïr. El termenal amb Corbera la Cabana està marcat per dos canals d'irrigació: l'Agulla de l'Ull del Mas Nou i l'Agulló d'en Maria, fins que aquest arriba al Camí Ral, al lloc on es troben els termes de Cameles, Corbera la Cabana i Millars. El Camí Ral fa de termenal amb Millars entre aquest punt i, 420 metres al nord-est, el punt on es troben Millars, Cameles i Sant Feliu d'Amunt, on ha començat aquesta descripció.
Termes municipals limítrofs:
| Corbera la Cabana | Millars  | Sant Feliu d'Amunt     |
| Corbera           |          | Castellnou dels Aspres |
| Queixàs           | Calmella |                        |

### El vilatge de Cameles

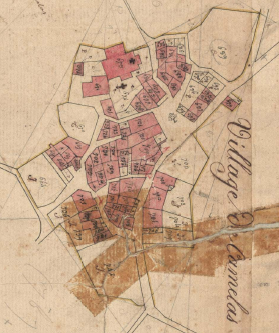
Cameles en el Cadastre napoleònic del 1812 (Arxius Departamentals dels Pirineus Orientals, ADPO)

El poble, situat a 332 m alt, és format al voltant del Castell de Cameles, esmentat el segle xi, l'església parroquial de Sant Fruitós i el seu cementiri, i la cellera que es creà en aquest lloc. L'església és a l'extrem nord d'aquest recinte antic. El poble vell a penes tenia inicialment quatre carrers, en els quals es trobaven totes les cases del nucli urbà. Els darrers decennis han anat apareixent noves cases aïllades, en els entorns del poble (al nord del poble antic, al voltant del cementiri actual, al sud i sud-est del mateix poble, a prop del Mas Vidal, etc), que n'han incrementat lleugerament la població.
És el lloc d'origen de la família vescomtal de Castellnou. L'església parroquial de Sant Fruitós, d'origen preromànic, fou en gran part refeta el segle xiv (conserva un portal romànic del xii); hom ha descobert recentment unes pintures murals gòtiques amb escenes de la vida de Jesucrist. Conserva també els retaules gòtics de Santa Agnès, obra de Francesc Ferrer, deixeble de Pere Baró, de la fi del segle xiv, i de Sant Nicolau (del Mestre del Rosselló, del començament del segle xv). Llàtzer Tremulles esculpí el retaule de la Concepció (1644) i el retaule major de Sant Fruitós (1645).

### La Casa del Comú
La Casa del Comú de Cameles no es troba en cap dels tres pobles del terme, sinó a la zona més septentrional i plana del terme. És al Riberal, al lloc històricament conegut com a Pla del Perer del Duc, o la Ferreria, i actualment com a Mas de l'Esteve. És al nord-est de la cruïlla (punt rodó) de les carreteres D - 615 i D - 58, a prop i a migdia del Mas Tinyeres, molt a prop del Pla de l'Auxinell, del terme de Castellnou dels Aspres. S'hi ha desenvolupat també una petita urbanització, entre el Mas d'en Trilles, el Mas Tinyeres, el Mas de l'Esteve i la Casa del Comú. Com és lògic, en el Cadastre napoleònic del 1812 no apareix aquest petit nucli, però sí els masos de l'Esteve, del Peirer, el del Massot i els petits masos de Pere Peirer i de Josep Casanova, entre d'altres.

### El vilatge de Polig

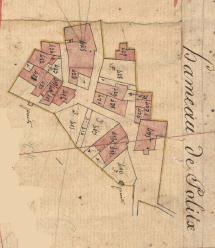
Polig en el Cadastre napoleònic del 1812 (ADPO)

Situat a menys d'un quilòmetre en línia recta de Cameles, Polig és situat al nord-nord-est del cap de la comuna i a uns 750 metres al sud-est de Vallcrosa. És a peu de la carretera D58, a mig camí del poble de Cameles des de la carretera general. Una mica al nord del poble és el lloc d'on surt cap a ponent la carretera local que mena a Vallcrosa. La carretera, abans d'arribar a Polig des del nord, hi fa un revolt tancat per salvar l'elevació en la qual es troba el poble.
El vilatge històric constava pràcticament només de dos carrers, un d'ells la mateixa carretera; modernament s'hi han obert tres carrers més, que acullen les noves edificacions que han eixamplat cap a l'est, l'oest i el nord una mica el poble vell.

### El vilatge de Vallcrosa

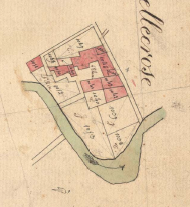
Vallcrosa de Baix en el Cadastre napoleònic del 1812 (ADPO)

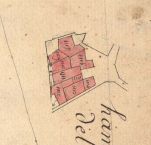
Vallcrosa del Mig en el Cadastre napoleònic del 1812 (ADPO)

El poble de Vallcrosa està situat a cosa d'1 quilòmetre i 200 metres al nord-nord-oest de Cameles i uns 750 metres al nord-oest de Polig. És a la vall del Còrrec de Vallcrosa, que poca abans d'arribar al vilatge ha canviat de direcció: de sud a nord per d'oest a est.
Tot i ser un poble petit, s'hi reconeixen tres veïnats: de llevant a ponent, Vallcrosa de Baix, Vallcrosa del Mig i Vallcrosa de Dalt, als quals, en els darrers anys, s'han anat afegint cases entremig. fins a formar una certa continuïtat urbana. El poble havia tingut l'església de Sant Miquel, actualment annexa a una casa particular.

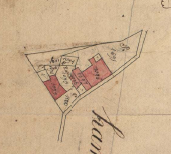
Vallcrosa de Dalt en el Cadastre napoleònic del 1812 (ADPO)

### Sant Martí de la Roca

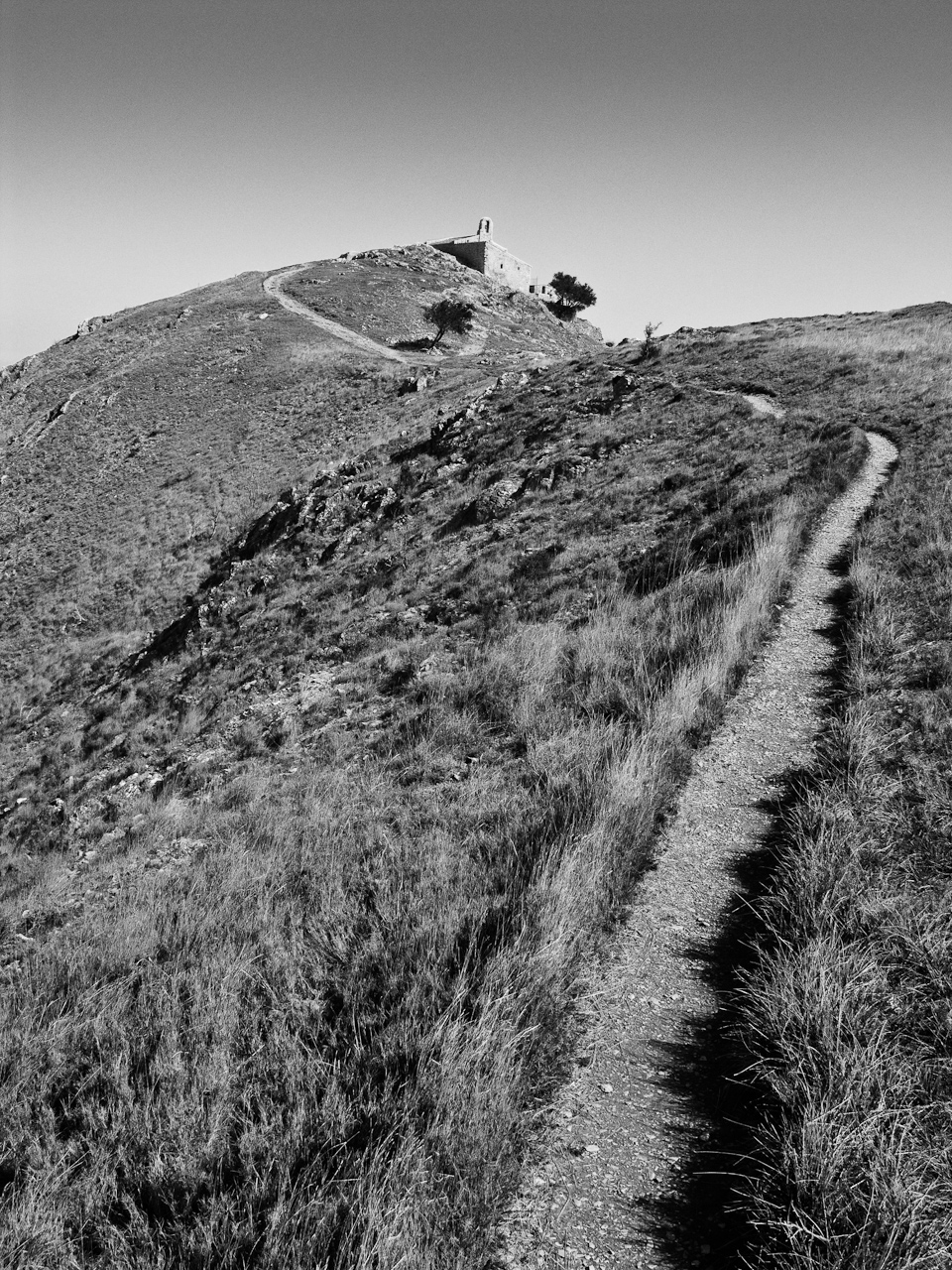
Sant Martí de la Roca

La capella de Sant Martí de la Roca està situada dalt de la muntanya del mateix nom, gairebé al centre del terme comunal. És aquesta la muntanya que, per la seva forma, justifica el topònim Cameles.

### Santa Cecília de Rellà
El poble de Rellà (Rilianum) és documentat des del 941, i la seva església de Santa Cecília, esmentada el 1344, probablement era anterior al 1300. Ha desaparegut tot vestigi, tant del poble com de l'església, i es desconeix el lloc on es trobava. El topònim es conserva en el Pla de Rellà, a l'extrem nord-est de la comuna, que s'estén pels termes comunals de Cameles i Castellnou, a banda i banda de la Ribera de Castellnou.

### Els masos del terme
El terme de Cameles era un terme amb força hàbitat dispers, tot i que en l'actualitat algun dels masos del terme són ja desapareguts o en ruïnes. Es conserven les edificacions rurals següents: el Casot, el Casot d'en Blanc, abans Mas Petit d'en Casanova, el Cortal, el Cortal de Baix, el Cortal de l'Esteve, el Cortal d'en Camó, el Cortal d'en Clotes, el Cortal d'en Llinars, el Cortal d'en Gat, o d'en Grau, el Cortal d'en Parent, la Ferreria, Mas Aubert, Mas Baus, Mas Bernada, abans Mas Petit d'en Peirer, Mas Bonafós, Mas Cató, Mas Clotes, abans Mas Petit de Cubrí, Mas Comes, Mas de Bellavista, Mas de Cubrí - Manjolet, abans Mas de Cubrí, Mas de la Fustera, Mas de la Mollera, Mas de l'Esteve, o dels Esteves, Mas del Fonollar, Mas de l'Oliver, Mas del Peirer, Mas del Poll, Mas del Sastre, Mas dels Clots, abans d'en Gil o del Peirer, Mas dels Clots (diferent de l'anterior), Mas dels Horts, Mas de n'Albi, Mas d'en Batlló, abans d'en Vallserra, Mas d'en Costa, Mas d'en Feliu, Mas d'en Fèlix, Mas d'en Garista, abans d'en Grau, Mas d'en Llinars, dos Mas d'en Parent diferents, Mas d'en Pere Martra, Mas d'en Perot, Mas d'en Pierrot, abans d'en Clotes, Mas d'en Ramonet, Mas d'en Torres, Mas d'en Trilles, abans d'en Massot o de la Massota, Mas d'en Vidal, Mas Fines, Mas Gran de l'Oliver, Mas Julià, Mas Mascle, Mas Morer, Mas Nou, Mas Pastor, abans Mas Petit d'en Brial, Mas Petit de l'Esteve, Mas Petit de l'Oliver, Mas Petit del Peirer, Mas Planelles, Mas Sobrequers, Mas Tinyeres, Mas Vila, el Molí, la Teuleria d'en Parent i la Torre.
Entre els masos en ruïnes, o ja desapareguts, es troben la Barraca d'en Poll, Can Peirer, el Cortal d'en Brial, el Cortal d'en Marçal, el Mas d'en Caselles Fonollar, el Mas d'en Julià, abans de n'Audet, Mas Petit del Marquès, Mas Petit d'en Brial i Mas Petit de Vigó.

### Orografia
La toponímia reflecteix a Cameles el tipus d'accidents geogràfics que conformen el terme. Així, hi trobem obagues, com el Bac del Montou, el Bac de Sant Martí i els Bacs; solanes, com el Solà de les Estalenses, el Solà del Montou, el Solà de Sant Martí, la Solana i la Solana d'en Tuixagues; boscs, com el Bosc d'Amunt, el Bosc de la Roca, el Bosc d'en Maria; colls de muntanya, com la Collada de les Planes i el Coll de la Roca; comes, com la Coma (nom antic, en desús), Comallaneres i les Comelles; muntanyes i serres o serrats, com el Montou, la Muntanya de la Caixeta (nom també en desús), la Roca, o Roca de Sant Martí, la Serra o Serrat de Cantallop, la Serra de la Solana d'en Tuixagues, el Serrat de la Mare, el Serrat de la Roca, o de Sant Martí, el Serrat de les Canals, el Serrat del Còrrec, el Serrat del Montou, el Serrat d'en Ferrer, el Serrat d'en Padern, el Serrat d'en Prunet, el Serrat d'en Poll i el Serrat d'en Vidal; planes, com el Pla del Duc (nom antic), la Plana d'en Prunet i les Planes.

### Hidrografia
En el terme de Cameles cal distingir dues zones ben diferenciades: el terç -o menys del terç- nord-oriental, pla, que forma part del Riberal de la Tet, i la resta del territori, de ple dins dels Aspres. En el riberal, els cursos d'aigua solen ser agulles d'irrigació, com l'Agulla de la Dou, l'Agulla de la Mollera d'en Marc, l'Agulla del Mas Comes, l'Agulla del Mas del Sastre, l'Agulla del Mas dels Esteves, l'Agulla del Mas Nou, l'Agulla de l'Ull del Mas Nou, l'Agulla de l'Ull d'en Maria, l'Agulla d'en Maria, o Agulló, o Agulla de l'Agulló, el Rec de Perpinyà, o de les Canals, Rec de Tuïr, l'Ull de la Balmeta, l'Ull del Mas dels Clots, l'Ull del Mas dels Esteves, l'Ull del Mas Nou, l'Ull d'en Maria, o de Bellavista, i l'Ull d'en Plom, o dels Campots.
D'altra banda, a la zona muntanyosa dels Aspres, són freqüents els còrrecs: Còrrec de Cantallop, de la Calcina, de la Dou, de la Font del Llop, de la Font de París, de la Roca, de la Solana, de la Solana del Cortal de Baix, de la Solana del Camí de Santa Coloma, de la Solana d'en Tuixagues, o dels Argentissos, del Bosc de la Roca, del Bosc dels Clots, del Cortal d'en Marçal, del Cortal d'en Pujol, o Còrrec de Cameles, Còrrec de les Burgueres, del Fonollar, del Mas dels Horts, del Mas del Teuler, del Mas d'en Feliu, del Mas d'en Julià, del Montou, del Poll, del Roure d'en Carbonell, dels Bacs, dels Boixos, d'en Martí, d'en Pellicer, de Polig, de Sant Martí, de Vallcrosa, el Còrrec Fondo i el Còrrec Tort.
El territori de Cameles està definit en unes valls vertebrades pels principals cursos d'aigua: la Ribera de Castellnou, la Ribera de Cameles, o de Polig i Vallcrosa, i la Ribera de Sant Julià, o la Galiana, o de les Illes (anomenat en algun tram Còrrec del Mas d'en Marçal).
Hi ha dues fonts importants, totes dues anomenades Font Captada.

### El terme comunal
Les partides o indrets significats del territori de Cameles són les següents (alguns indiquen territori, però són coincidents amb noms de masies, de còrrecs o altres): l'Agulló, els Argentissos, els Bais, o Baixos, el Benefici, el Bruguerar, les Burgueres, Camí de Vallcrosa, Camp de la Vinya, Camp de l'Hort, Camp del Marxant, Camp del Masot, Camp del Prat, Camp dels Selvier, Camp dels Tres Cantons, Camp d'en Treball, el Camp Llarg, Cantallop, el Casot d'en Blanc, els Clots, la Colomina de l'Era, Còrrec del Montou, Còrrec dels Boixos, el Cortal de Baix, el Cortal de l'Esteve, el Cortal d'en Parent, la Creu del Camí de Molig, la Devesa, o la Balmeta, la Feixa, el Fonollar, Font Cintuse, la Font de París, l'Hort d'Amunt, el Mas de Bellavista, el Mas de Cubrí, el Mas de la Massota, el Mas de l'Esteve, el Mas del Peirer, el Mas del Poll, el Mas dels Horts, el Mas del Teuler, el Mas de n'Albi, el Mas d'en Batlló, abans d'en Vallserra, el Mas d'en Carmanyes, el Mas d'en Costa, el Mas d'en Fèlix, el Mas d'en Germà, el Mas d'en Julià, el Mas d'en Llinars, el Mas d'en Perot, el Mas Petit del Marquès, el Molí, la Mollera, la Mollera d'en Marc, el Pont del Mas Nou, les Quatre Rutes de Corbera, el Rec de Perpinyà, Reixac, la Roca, o Roca de Sant Martí, els Siures, la Teuleria d'en Parent, la Vinya Vella i les Vinyes del Pla de Rellà. Alguns són ja noms antics, en desús: l'Auzinell, la Balmeta, Cabrafiga,
Alguns dels topònims indiquen fites o senyals termenals: dos anomenats simplement Piló, el Piló del Camí de Castellnou, el Piló del Montou, o Cim del Serrat del Montou, el Piló del Roc de les Deix i el Roc d'en Ferrer.

#### El Cadastre napoleònic
En el Cadastre napoleònic del 1812, Cameles és dividit en dues seccions: la del Parc del Pla del Duc i la de Sant Martí de Cameles. La primera és menys d'una quarta part del terme comunal, al seu extrem nord-oest, i la segona abraça tota la resta del terme. La secció del Parc del Pla del Duc correspon a la plana del Riberal de la Tet, al qual pertany (mentre que la resta del terme és als Aspres, més muntanyosos. Les partides que l'integren són el Camp del Pont del Mas Nou, la Mollera, Font Cintus, els Camps dels Tres Cantons, el Camp del Masot, amb el Mas d'en Pere Màrtir, l'Agulló, lo Benefici, la Mollera d'en Marc, el Rec de Perpinyà, el Camp d'en Treball, amb el Petit Mas de Pau Brial i el Petit Mas de Rosa Vigo, el Mas d'en Llinars, amb el mas d'aquest nom, el Camp de l'Hort, amb el Petit Mas de Paire Sebastià, la Feixa, amb el Mas Nou, el Còrrec del Montou, amb el Petit Mas de Fructuós Oliver i el Petit Mas d'Esteve Esteve, el Camp del Prat, el Mas de l'Esteve, amb el mas homònim, el Mas del Peirer, el Petit Mas de Pere Peirer i el Petit Mas de Josep Casanova, el Mas de la Massota, amb el Mas de la Massota, el Mas d'en Carmanyes, amb el mas homònim, el Serrat d'en Padern, les Vinyes del Pla de Rellà, el Mas d'en Perot, amb el mas d'aquest nom, el Camp dels Selvier, el Mas de Cubrí, amb aquest mas, el Camp del Marxant, amb el Mas de Rafael Grau, el Petit Mas dels hereus d'Andreu Cubrí i el Petit Mas de Brial Cubrí, el Camp de la Vinya, el Camp del Prat, la Colomina de l'Era i el Camp d'en Balceres, amb el Mas d'en Balceres.
D'altra banda, les partides de Sant Martí de Cameles són el Mas Petit del Marquès, amb el seu mas, el Montou, el Solà del Montou, el Bac del Montou, el Còrrec dels Bucs, el Mas de Bellavista, amb el mas homònim, el Cortal de l'Esteve, amb el cortal d'aquest nom, lo Camp Llarg, la Plana d'en Prunet, el Serrat d'en Prunet, el Mas d'en Costa, amb el mas d'aquest nom, el Solà de les Estalenses, amb la casa i cortal d'Oliver Grau i el Mas de Miquel Llotes, la Teuleria d'en Parent, amb el Mas d'en Ramonet, el Mas d'en Parent i una bòbila, Polig, el Cortal d'en Llinars, amb el poble de Polig i els Cortals de Camboi i de Grau, la Creu del Camí de Polig, los Valls, el Mas del Peirer, amb el mas d'aquest nom, el Camí de Vallcrosa, el Mas d'en Fèlix, amb el mas homònim, els Clots, la Vinya Vella, los Bacs, el Serrat del Còrrec, el Mas d'en Julià, amb el mas d'aquest nom, el Serrat de la Marra, Comellaneres, el Solà de Sant Martí, el Serrat de les Canals, Cameles, amb el Mas d'en Vidal i el poble de Cameles, el Cortal de les Clotes Vidal i les ruïnes del Castell de Cameles, Vallcrosa, amb el poble d'aquest nom, dividit en dos nuclis, el Baix i el del Mig, el Mas d'en Torres, amb dues construccions diferents amb aquest nom, el Mas de Fructuós Oliver, amb el mas d'aquest nom, el Mas del Fenollar, amb el mas homònim, Sobre el Camí de Cameles a Vallcrosa, els Siurers, el Mas d'en Germà, amb aquest mas, el Bac de Sant Martí, el Serrat de Sant Martí, amb la capella de Sant Martí de la Roca, la Roca, amb el mas d'aquest nom, el Mas d'en Feliu, amb aquest mas, el Fenollar, amb un cortal, Cantallop, el Mas dels Horts, amb el mas homònim, el Bosc d'Amunt, les Burgueres, amb el Cortal d'en Marçal, i la Solana.

## Transports i comunicacions

### Vies de comunicació antiga
Per Cameles passava la Via Conflentana, seguint un traçat sud-est a nord-oest, segons els vestigis trobats seguint l'actual D - 615.

### Carreteres
Travessen el terme de Cameles diverses carreteres, però només una arriba al nucli principal de població. Es tracta de la D - 58 (D - 612, a Cameles - Cameles), que arrenca de la carretera D - 612 a prop del Mas d'en Llinars i duu al poble de Cameles en quasi 6 quilòmetres, passant per Polig després d'enllaçar amb la D - 615.
Pel sector nord del terme comunal, al Riberal, discorren, paral·leles, l'esmentada D - 615 i més al nord, a l'extrem del terme, la D -612. La segona no té comunicació directa amb el poble de Cameles, però sí a través de la D - 58.
La D - 612 (Elna - N - 116, a Millars), travessa el Riberal de Cameles de sud-est a nord-oest, i la D - 615 (Tuïr - Illa), discorre paral·lela a l'anterior. A través d'elles dues Cameles es comunica amb les poblacions de les comarques del Rosselló i del Conflent.

### Transport públic
Una única línia d'autobús passa pel terme de Cameles; es tracta de la línia 391 del servei departamental de Le bus à 1 €, que va de Tuïr a Cameles primer per la carretera D - 612 i després per la D - 58, passant per la Ferreria i la Casa del Comú de Cameles, el Pla de l'Auxinell, de Castellnou dels Aspres, Polig i Vallcrosa. Per aquesta carretera, Tuïr és a 20 minuts del poble de Cameles, la Ferreria, la Casa del Comú de Cameles i el Pla de l'Auxinell a 10, Vallcrosa a 5, i Polig a 3.

### Els camins del terme
Diversos camins enllacen Cameles, Polig i Vallcrosa amb els pobles dels entorns. Uns són ja en forma de carretera: la Ruta -abans camí- de Corbera a Tuïr, i la Ruta -també abans camí- de Millars a Tuïr; d'altres són el Camí de Castellnou, el de Corbera, el de la Cabana, o de Corbera la Cabana, el de Fontcoberta, el de Millars des de Cameles, el de Millars des de Vallcrosa, el de Perpinyà, el de Queixàs, el de Santa Coloma, o de Santa Coloma de les Illes, el de Sant Feliu, anomenat Camí de Castellnou a Millars, el de Vilanova i el Camí Vell de Millars. D'altres són camins interns del terme de Cameles: Camí de Bellavista, des de Vallcrosa, Camí de la Muntanya, Camí de la Roca, Camí del Mas del Poll, Camí dels Bacs, Camí dels Clots, Camí de Polig, Camí de Vallcrosa, Camí de Vallcrosa a Polig (o a l'inrevés) i Camí Vell de la Muntanya. Esment a part mereixen la Carrerada, antic camí ramader, i el Camí Ral.

## Activitats econòmiques
La superfície agrícola és d'unes 470 ha. Hi predomina, al secà, la vinya (unes 320 ha) i els cereals (unes 5 ha), i al regadiu, els arbres fruiters (unes 90 ha; presseguers, albercoquers) i les hortalisses (unes 30 ha). Hi ha més de 250 caps de bestiar oví. L'abandonament dels conreus en aquesta zona dels Aspres a benefici del regadiu de la plana ha provocat el despoblament del municipi.

## Història

### Prehistòria
En el terme de Cameles hi havia hagut almenys tres dòlmens; un d'ells ha desaparegut, destruït: el Dolmen del Còrrec de Montou; els altres dos, el Dolmen de les Arques del Coll del Moro i la Caixeta, subsisteixen, si bé el primer ha estat molt anys sense que ningú el retrobés, i el segon ha estat traslladat un tros més a l'est, dins del terme de Corbera la Cabana.

### Edat Antiga
Diverses restes romanes han estat trobades a Cameles. Un taüt de ploma al Pla de Rellà, no gaire lluny de l'actual Casa del Comú, àmfores de diverses procedències al Pla als peus del Montou, al nord-oest del terme, ceràmiques protohistòriques; als Valls, al nord, prop del Mas de Bellavista, ceràmiques modelades; a Reixac, a prop de l'anterior, fragments de ceràmica domèstica i restes de metall, tal vegada procedent d'una necròpolis protohistòrica.
Un mil·liari romà sense cap inscripció va ser utilitzat a l'església de Sant Fruitós de Cameles, com a material de construcció, a l'estil de diversos altres mil·liaris que han estat trobats fent de peus d'altar o de piques beneiteres.

### Edat mitjana
El territori de Cameles, documentat el 878, fou un alou d'Ansemund i la seva muller Quixol, pares de Sentill i avis de Guillem I de Vallespir (després, de Castellnou). Apareix documentat el 941 el kastro Camelas, i el seu territori incloïa el de Castellnou dels Aspres. Per contraposició al castell nou d'aquest darrer poble, el Castell de Castellnou, el castell vell seria el de Cameles. Amb la creació del vescomtat, els anys 988-990, s'inicià la construcció del castell nou.
Al segle xii era Pere de Cameles -el de la inscripció en un muntant de la porta de Sant Fructuós de Cameles, possiblement d'una branca lateral dels Castellnou, qui tenia el senyoriu de Cameles, com a vassall del vescomte. Cameles seguí sempre les mateixes vicissituds que el vescomtat de Castellnou.

### Demografia
La població està expressada en nombre de focs (f) o d'habitants (h)
| 24 f | 8 f | 50 h | 31 f | 68 f | 415 h | 74 f |

Notes:
- 1470: comptat amb Castellnou dels Aspres;
- 1515: dels quals, 2 f per a Vallcrosa.

| Evolució de la població |      |      |      |      |      |      |      |      |
| 1793                    | 1800 | 1806 | 1821 | 1831 | 1836 | 1841 | 1846 | 1851 |
| 429                     | 425  | 474  | 543  | 593  | 573  | 575  | 601  | 542  |

| 1856 | 1861 | 1866 | 1872 | 1876 | 1881 | 1886 | 1891 | 1896 |
| ---- | ---- | ---- | ---- | ---- | ---- | ---- | ---- | ---- |
| 607  | 599  | 563  | 551  | 517  | 487  | 472  | 460  | 443  |

| 1901 | 1906 | 1911 | 1921 | 1926 | 1931 | 1936 | 1946 | 1954 |
| ---- | ---- | ---- | ---- | ---- | ---- | ---- | ---- | ---- |
| 454  | 503  | 436  | 406  | 409  | 364  | 338  | 305  | 321  |

| 1962 | 1968 | 1975 | 1982 | 1990 | 1999 | 2005 | 2008 | 2010 |
| ---- | ---- | ---- | ---- | ---- | ---- | ---- | ---- | ---- |
| 313  | 289  | 268  | 308  | 323  | 396  | 437  | 440  | 414  |

| 2013 |
| ---- |
| 428  |

Fonts: Ldh/EHESS/Cassini fins al 1999, després INSEE a partir deL 2004

### Evolució de la població

Població 1962-2008

## Administració i política

### Batlles[17]
| Període                       | Nom                  | Opció política | Comentaris |
| ----------------------------- | -------------------- | -------------- | ---------- |
| 1790 - 1792                   | Joseph Brial         |                |            |
| 1792 - 1793                   | Jean Estebe          |                |            |
| 1793 - 1797                   | Jacques Utzy         |                |            |
| 1797 - 1799                   | François Massota     |                |            |
| 1800 - 1815                   | Antoine Massina      |                |            |
| 1815 - 1838                   | Etienne Brial Cubri  |                |            |
| 1838 - 1841                   | André Brial Galbe    |                |            |
| 1841 - 1846                   | François Brial Cubri |                |            |
| 1846 - 1868                   | Jean Brial Parahy    |                |            |
| 1868 - 1872                   | Pierre Brial Brial   |                |            |
| 1872 - 1881                   | Joseph Brial Parahy  |                |            |
| 1881 - 1888                   | Jacques Aymerich     |                |            |
| 1888 - 1900                   | Pierre Brial Brial   |                |            |
| 1900 - 1918                   | Baptiste Brial       |                |            |
| 1919 - 1929                   | Jean Pastor          |                |            |
| 1929 - 1935                   | Emmanuel Roig        |                |            |
| 1935 - 1972                   | Jean Baux            |                |            |
| 1972 - 1983                   | Jean-Pierre Surjus   |                |            |
| 1983 - Març del 2001          | Isidore Vizcaïno     |                |            |
| Març del 2001 - Moment actual | Roger Bort           |                |            |

### Legislatura 2014 - 2020

#### Batlle
- Roger Bort.

#### Adjunts al batlle[18]
- 1r: Bernard Lehoussine
- 2n: Pierre Taberné
- 3r: Henri Bertrand.

#### Consellers municipals
- Renée Ferrer
- Valérie Guinet
- Martine Loreau
- Jean-Pierre Modat
- Hélène Parazols
- Denis Place
- Jean-Jacques Vignaux.

#### Adscripció cantonal

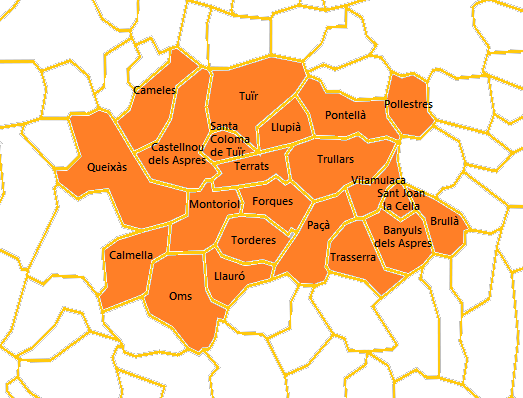
Mapa del Cantó 1 dels Aspres

A les eleccions cantonals del 2015 Cameles ha estat inclòs en el cantó número 1, denominat Els Aspres, amb capitalitat a la vila de Tuïr i amb els pobles de Banyuls dels Aspres, Brullà, Calmella, Cameles, Castellnou dels Aspres, Forques, Llauró, Llupià, Montoriol, Oms, Paçà, Pollestres, Pontellà i Nyils, Queixàs, Santa Coloma de Tuïr, Sant Joan la Cella, Terrats, Torderes, Trasserra, Trullars i Vilamulaca. Hi ha estat escollits com a consellers departamentals Édith Pugnet, del Partit Comunista - Front d'esquerra, Vicepresident del Consell departamental, adjunta al batlle de Cabestany, i René Olivé, del Partit Socialista, Vicepresident del Consell departamental, batlle de Tuïr.

## Ensenyament i Cultura
Cameles, Polig i Vallcrosa no disposen de cap escola, però els seus infants poden anar als centres d'ensenyament dels pobles propers. Per a la maternal, hi ha escoles a Corbera de les Cabanes, Sant Feliu d'Avall, Millars, Sant Feliu d'Amunt i Tuïr, totes a menys de 5 quilòmetres de distància. Per a l'ensenyament primari, les mateixes, afegint-hi l'escola de Corbera del Castell. Per a la secundària, els col·legis més propers són al Soler, Illa, Tuïr, Toluges, Sant Esteve del Monestir i Estagell, i pel que fa al batxillerat, els liceus més propers són a Perpinyà.

## Persones il·lustres
- Honorat Ciuró (1612 - 1674), sacerdot, autor de diversos llibres en català.
- Andreu Turon i Vaquer (1815 - 1886), músic i constructor d'instruments, inventor de la tenora en la forma que té actualment.
- Adrienne Cazeilles (1923), mestra retirada, botànica aficionada i escriptora en francès